# Afroablepharus maculicollis
Espèce
Synonymes
- Panaspis maculicollis Jacobsen & Broadley, 2000

Afroablepharus maculicollis est une espèce de sauriens de la famille des Scincidae.

## Répartition
Cette espèce est endémique d'Afrique du Sud.

## Étymologie
Le nom spécifique maculicollis vient du latin macula, tacheté, et de collum, le cou, en référence au cou tacheté caractéristique des mâles adultes de cette espèce.

## Publication originale
- Jacobsen & Broadley, 2000 : A new species of Panaspis COPE (Reptilia: Scincidae) from southern Africa. African Journal of Herpetology, vol. 49, no 1, p. 61-71.